# Kaszak (pieczywo)
Kaszak – wypiek wywodzący się z kuchni lubelskiej. Ma charakter bułki pszennej (rzadziej rogala) w kształcie owalu, nadzianej kaszą gryczaną wymieszaną z twarogiem i ziemniakami, często posypywany makiem lub sezamem. Ma średnicę około 10 cm i waży do 40 g.